# Lucent Technologies
Lucent Technologies era una gran empresa nord-americana de telecomunicacions. Estava formada pel que abans eren dues filials d’AT&T: Western Electric i Bell Labs. Aquest negoci es va separar d'AT&T el 30 de setembre de 1996; més tard, l'1 de desembre de 2006, Lucent es va fusionar amb el seu competidor Alcatel per convertir-se en Alcatel-Lucent.

## Història
Una de les principals raons per les quals AT&T va vendre el seu negoci de disseny i fabricació d'equips de telecomunicacions va ser per permetre-li vendre serveis i productes als seus competidors ISP; aquests clients fins aleshores dubtaven a comprar a un competidor directe. Laboratoris Bell va donar prestigi a la nova empresa, així com els ingressos obtinguts pels milers de patents presentades. Després de la separació d'AT&T, Lucent va quedar sota el lideratge de Henry Schacht, que va supervisar la transició d’AT&T a la nova empresa independent.
Richard McGinn va succeir a Schacht com a president el 1997. Les accions de Lucent es van convertir llavors en una de les accions més "estimades" de la borsa cap a finals de la dècada del 1990, passant de 7,56 dòlars a 84 dòlars a principis del 2000. No obstant això, a partir del 6 de gener del 2000, Lucent va fer una primera sèrie d'anuncis correctius a les seves avaluacions trimestrals, i quan més tard es van revelar pràctiques de comptabilitat i vendes qüestionables, Lucent va caure del seu pedestal. L'octubre de 2002, quan el preu de les accions va arribar als 55 centaus, Henry Schacht va tornar de manera provisional per substituir McGinn.
El 1999, Lucent va adquirir Ascend Communications, un fabricant d'equips de telecomunicacions a Alameda, Califòrnia. Lucent també es va plantejar adquirir Juniper Networks, però finalment va decidir construir els seus propis encaminadors a casa. L'abril de 2000, Lucent va vendre la seva unitat de productes de consum VTech i Consumer Phone Services. A l'octubre del 2000, la companyia es va separar de la seva divisió de negocis (donant naixement a Avaya), a continuació, al juny 2002, es va desfer de la seva divisió de microelectrònica (donant naixement a Agere Systems). L’any 2002, Lucent va començar a fer retallades significatives en els seus sistemes de seguretat social i en les prestacions per als seus 125 000 jubilats. Tot i que Lucent va afirmar que aquests estalvis eren necessaris per a la seva supervivència, no obstant això, han donat lloc a diverses demandes, produint un flux constant de publicitat negativa als mitjans. L'any 2005, Lucent tenia 30.500 empleats, després d'haver tingut més de 165.000 empleats en el seu zenit, els seus ingressos van ser de 9.440 milions de dòlars.
Lucent treballava en el sector de les telecomunicacions, fabricant equips actius per transmetre i encaminar dades transportades per cables de coure, fibres òptiques i ràdio (xarxes sense fil).
Succeint a Schacht, que continua sent membre del consell d'administració, Patricia Russo va dirigir l'empresa fins a la fusió amb Alcatel. El 2 abril 2006, Lucent va aprovar finalment la seva fusió amb la Alcatel, que era 1,5 vegades la seva mida. L'1 de desembre de 2006 es constitueix efectivament l'entitat Alcatel-Lucent. Patricia Russo n'és la directora general, mentre que Serge Tchuruk n'és el president del consell d'administració. Aquesta absorció va comportar una reestructuració i l'eliminació de 8.800 llocs de treball en els 12 mesos següents.
Lucent va ser multat amb 2,5 milions de dòlars el 2010 per corrupció.

## Divisions
Es divideix en tres sectors d'activitat:
- Solucions de xarxa

- Serveis internacionals

- Laboratoris Bell: establerts el 1925 com a filial de R+D de Bell System. Era una filial d’AT&T, propietat d’AT&T i Western Electric. Bell Labs ha acumulat més de 31.000 patents durant la seva existència, algunes relacionades amb el desenvolupament de LED i el descobriment de la mesura del so.

## Cambra de Murray Hill

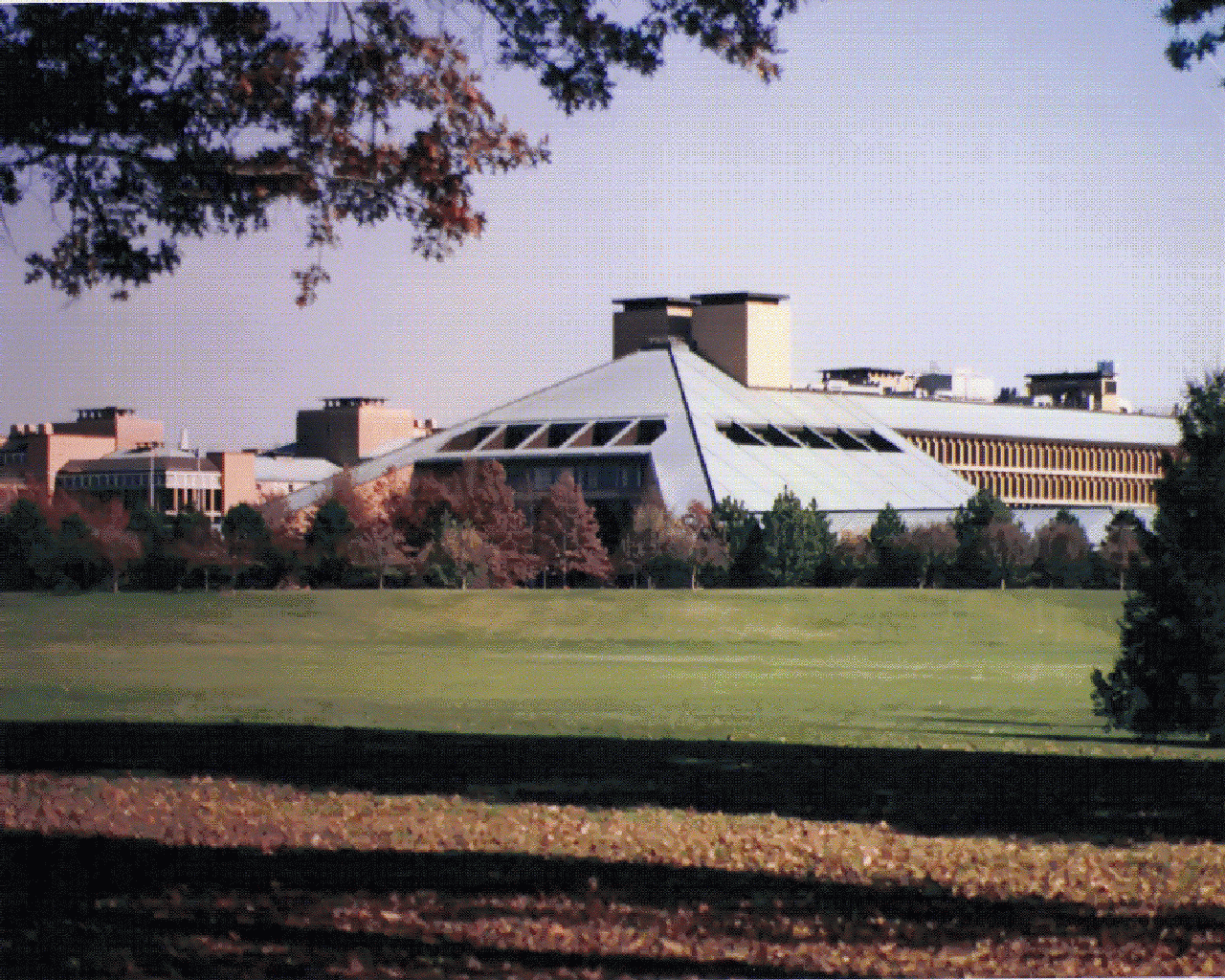
Seu de Lucent a Murray Hill.

La cambra anecoica de Murray Hill, construïda l’any 1940, és la més antiga del món. L'habitació interior mesura aproximadament 9,2 m d'alçada per 8,5 m d'amplada per 9,7 m de profunditat. Les parets exteriors de formigó i maó són d'aproximadament 90 cm de gruix per evitar que el soroll exterior entri a l'habitació. La cambra absorbeix més del 99,995 % d'energia acústica per sobre de 200 hertz. La sala Murray Hill figura al Llibre Guinness dels Rècords com l'habitació més tranquil·la del món. És possible sentir els sons del batec del cor.
El lloc de Murray Hill acull la seu principal de Lucent Technologies. També té el sostre de coure més gran del món. Quan Lucent Technologies va tenir problemes financers el 2000 i el 2001, un de cada tres dels seus llums fluorescents es va apagar, com a Naperville.

## Logotip
El logotip de Lucent, l'anell d'innovació, va ser dissenyat per Landor Associates, prop de San Francisco. Una font interna de Lucent indica que el logotip és un símbol budista zen Enso que significa la veritat eterna, girat 90 graus i modificat. Una altra font indica que representa el mític ouroboros, la serp que porta la cua a la boca.